# Grouchevka
La Grouchevka (russe : Гру́шевка) est un affluent de la rivière Touzlov situé sur sa rive gauche dans le sud de la Russie d’Europe. D’une longueur de 82 km elle draine un bassin de 941 km2.

## Géographie
La rivière prend sa source sur le flanc sud du plateau du Donets, non loin de Grivennaïa dans le raïon de Krasny Souline (oblast de Rostov). Elle coule vers le sud-ouest et traverse la ville de Chakhty (qui lui doit ses anciens noms de Gornoïé Grouchevskoïé puis Alexandrovsk-Grouchevski jusqu’en 1920) et la commune urbaine Kamenolomni. La Grouchevka se jette dans la rivière Touzlov à hauteur de la stanitsa Grouchevskaïa, en amont de Novotcherkassk.